# Розкішна дорога (фільм, 1925)
Розкішна дорога (англ. The Splendid Road) — американський вестерн режисера Френка Ллойда 1925 року.

## У ролях
- Анна Нільссон — Сандра де Гаулт
- Роберт Фрейзер — Стентон Холлідей
- Лайонел Беррімор — Ден Чехоліс
- Едвардс Девіс — банкір Джон Грей
- Рой Лайдлоу — капітан Саттер
- Девітт Дженнінгс — капітан Басфорд
- Расселл Сімпсон — капітан Лайтфут
- Джордж Бенкрофт — Бак Локвел
- Гледіс Брокуелл — сестра Сатани
- Полін Гарон — Ангел Аллі
- Марселін Дей — Ліліан Грей
- Мері Джейн Ірвінг — Хестер Гефарт
- Мікі МакБан — Біллі Гефарт
- Едвард Ерл — доктор Бідуелл